# Eniwetak (ö i Marshallöarna, Kwajalein)
Eniwetak är en ö i Marshallöarna.   Den ligger i kommunen Kwajalein, i den västra delen av Marshallöarna, 500 km nordväst om huvudstaden Majuro.
Terrängen på Eniwetak är platt.
Eniwetak långtidshyrs av USA fram till år 2066. Området är en del av RTS Ronald Reagan Ballistic Missile Defense Test Site.